# Marcel Rochas
Marcel Rochas (født 24. februar 1902 i Paris, død 14. marts 1955 i Paris) var en fransk modedesigner.
I 1925, oprettede han firmaet Rochas, som står for salget af hans designs.
Marcel Rochas har været en indflydelsesrig designer i det 20. århundrede, hvor hans designs blev vist i de store modeblade og båret af tidens kendte kvinder.
Efter hans død i 1955 kørte huset videre med mange forskellige designere, indtil det tyske hår produkt og kosmetik firma Wella overtog huset i 1987. I dag er firmaet ejet af Procter & Gamble.